# Скосана, Маки
Маки Скосана (англ. Maki Skosana; около 1961 — 20 июля 1985) — гражданка ЮАР, которая была обвинена борцами с апартеидом в работе на полицию и сожжена заживо. Запись её убийства была показана по южноафриканскому телевидению и стала символом насилия, совершаемого борцами с апартеидом. Комиссия правды и примирения считает Маки Скосану первой документированной жертвой казни «ожерельем».

## Гибель
Известно, что на момент смерти Скосане было 24 года. Она работала на фабрике и была матерью-одиночкой, воспитывающей пятилетнего сына. На тот момент в ЮАР шла борьба с апартеидом. Распространённой практикой борьбы с людьми, считающимися сторонниками апартеида или обвинявшимися в работе на правительство, было их линчевание, в ходе которого борцы с апартеидом сжигали их заживо.
20 июля 1985 года в городе Дудуза Скосана была обвинена борцами с апартеидом в том, что она является информатором полиции. По мнению обвинителей, Скосана была причастна к гибели четверых активистов борьбы с апартеидом. Возможно, в эти события была вовлечена «Третья сила» — группа действовавших под прикрытием правительственных агентов. На похороны погибших активистов, которые транслировались по телевидению, пришли сотни людей.
Маки Скосана, близко знавшая одного из погибших, также пришла на похороны. Там она была обвинена в причастности к гибели усопших. После окончания похорон Скосана попыталась убежать, но её догнали и избили. Чтобы Скосана не пыталась сбежать, её придавили огромным камнем. После этого ей на шею надели шину, облили бензином и подожгли.

## Последствия
Убийство Маки Скосаны было заснято камерами видеонаблюдения. Кадры её гибели были показаны на телевидении и использовалась в пропаганде против борцов с апартеидом.
Комиссия правды и примирения, расследовав гибель Скосаны, пришла к выводу, что она была непричастна к гибели активистов, а всего лишь стала «козлом отпущения».